# Tonći Mujan
Tonći Mujan (Sebenico, 19 luglio 1995) è un calciatore croato, attaccante del Posušje.

## Caratteristiche tecniche
Ala sinistra, veloce e abile nel controllo palla, brava in fase realizzativa, grazie alla sua duttilità tattica può essere impiegato in tutti i ruoli dell'attacco.

## Carriera

### Club
Il 25 agosto 2021 si accasa tra le file del Široki Brijeg firmando un contratto con decorso a fine della stagione.

### Nazionale
Ha giocato numerose partite con le varie nazionali giovanili croate.

## Statistiche

### Cronologia presenze e reti in nazionale
| Cronologia completa delle presenze e delle reti in nazionale ― Croazia under 19 | Cronologia completa delle presenze e delle reti in nazionale ― Croazia under 19 | Cronologia completa delle presenze e delle reti in nazionale ― Croazia under 19 | Cronologia completa delle presenze e delle reti in nazionale ― Croazia under 19 | Cronologia completa delle presenze e delle reti in nazionale ― Croazia under 19 | Cronologia completa delle presenze e delle reti in nazionale ― Croazia under 19 | Cronologia completa delle presenze e delle reti in nazionale ― Croazia under 19 | Cronologia completa delle presenze e delle reti in nazionale ― Croazia under 19 |
| Data                                                                            | Città                                                                           | In casa                                                                         | Risultato                                                                       | Ospiti                                                                          | Competizione                                                                    | Reti                                                                            | Note                                                                            |
| ------------------------------------------------------------------------------- | ------------------------------------------------------------------------------- | ------------------------------------------------------------------------------- | ------------------------------------------------------------------------------- | ------------------------------------------------------------------------------- | ------------------------------------------------------------------------------- | ------------------------------------------------------------------------------- | ------------------------------------------------------------------------------- |
| 24-9-2013                                                                       | Qinhuangdao                                                                     | Cina under 19                                                                   | 3 – 1                                                                           | Croazia under 19                                                                | Amichevole                                                                      | -                                                                               |                                                                                 |
| 26-9-2013                                                                       | Qinhuangdao                                                                     | Corea del Sud under 19                                                          | 1 – 1                                                                           | Croazia under 19                                                                | Amichevole                                                                      | -                                                                               | 41’                                                                             |
| 28-9-2013                                                                       | Qinhuangdao                                                                     | Croazia under 19                                                                | 0 – 1                                                                           | Messico under 19                                                                | Amichevole                                                                      | -                                                                               | 70’                                                                             |
| 17-10-2013                                                                      | Ostrava                                                                         | Croazia under 19                                                                | 7 – 0                                                                           | Gibilterra under 19                                                             | Qual. Europeo Under-19 2014                                                     | 1                                                                               |                                                                                 |
| 19-10-2013                                                                      | Opava                                                                           | Croazia under 19                                                                | 2 – 2                                                                           | Cipro under 19                                                                  | Qual. Europeo Under-19 2014                                                     | 1                                                                               | 53’                                                                             |
| 22-10-2013                                                                      | Opava                                                                           | Rep. Ceca under 19                                                              | 3 – 0                                                                           | Croazia under 19                                                                | Qual. Europeo Under-19 2014                                                     | -                                                                               | 77’ 82’                                                                         |
| Totale                                                                          |                                                                                 | Presenze                                                                        | 6                                                                               |                                                                                 | Reti                                                                            | 2                                                                               |                                                                                 |